# Ghana op de Olympische Zomerspelen 1964
Ghana nam deel aan de Olympische Zomerspelen 1964 in Tokio, Japan. Voor de tweede achtereenvolgende keer werd een medaille gewonnen.

## Medailleoverzicht
| Sport  | Olympiër   | Onderdeel   | Medaille |
| ------ | ---------- | ----------- | -------- |
| Boksen | Eddie Blay | -63,5kg (m) | Brons    |

## Deelnemers en resultaten

### Atletiek
| Olympiër                                                          | Discipline      | Resultaat | Prestatie                                                                    |
| ----------------------------------------------------------------- | --------------- | --------- | ---------------------------------------------------------------------------- |
| Michael Ahey                                                      | 100m (m)        | 24e       | serie 3: 3de in 10,6 kwartfinale 4: 7de in 10,6                              |
| Stanley Fabian Allotey                                            | 100m (m)        | 28e       | serie 4: 2de in 10,6 kwartfinale 3: 7de in 10,7                              |
| Michael Ahey                                                      | 200m (m)        | 40e       | serie 7: 6de in 21,9                                                         |
| James Addy                                                        | 400m (m)        | 16e       | serie 5: 3de in 47,2 kwartfinale 4: 4de in 47,3 halve finale 2: 8ste in 47,6 |
| Ebenezer Quartey                                                  | 400m (m)        | 19e       | serie 6: 2de in 47,1 kwartfinale 1: 7de in 47,0                              |
| Eric Amevor                                                       | 1500m (m)       | 40e       | serie 4: 11de in 3.58,4                                                      |
| Michael Okantey Michael Ahey Ebenezer Addy Stanley Fabian Allotey | 4x100m (m)      | 16e       | serie 3: 5de in 40,8 halve finale 1: 8ste in 40,7                            |
| James Addy Brobbey Mensah Samuel Zanya Bugri Ebenezer Quartey     | 4x400m (m)      | 13e       | serie 3: 5de in 3.10,4                                                       |
| Michael Ahey                                                      | verspringen (m) | 7e        | kwalificatie: 8ste met 7,53m finale: 7de met 7,30m                           |
|                                                                   |                 |           |                                                                              |
| Christiana Boateng                                                | 100m (v)        | 35e       | serie 5: 8ste in 12,9                                                        |
| Rose Hart                                                         | 100m (v)        | 23e       | serie 1: 5de in 11,9 kwartfinale 3: 6de in 11,9                              |
| Rose Hart                                                         | 80m horden (v)  | 15e       | serie 1: 3de in 11,3 halve finale 2: 8ste in 11,1                            |
| Michael Ahey                                                      | verspringen (v) | 28e       | kwalificatie: 28ste met 5,45m                                                |

### Boksen
| Olympiër       | Discipline  | Resultaat | Prestatie |
| -------------- | ----------- | --------- | --- |
| Sulley Shittu  | -51kg (m)   | 9e        | 1ste ronde: W van MAS Ibrahim: knock-out 2de ronde: V van IRL McCafferty: 2-3                                                                    |
| Isaac Aryee    | -54kg (m)   | 9e        | 1ste ronde: W van BIR Myint: knock-out 2de ronde: V van JPN Sakurai: 0-5                                                                         |
| Sammy Amekudji | -60kg (m)   | 17e       | 1ste ronde: vrij 2de ronde: V van JPN Shiratori: knock-out                                                                                       |
| Eddie Blay     | -63,5kg (m) | Brons     | 1ste ronde: W van DEN Rasmussen: 5-0 2de ronde: W van CAM Nol: knock-out kwartfinale: W van BRA da Silva: 5-0 halve finale: V van POL Kulej: 0-5 |
| Eddie Davies   | -71kg (m)   | 5e        | 1ste ronde: W van HUN Sebők: 5-0 2de ronde: W van USA Gibson: 5-0 kwartfinale: V van URS Lagoetin: opgave                                        |
| Joe Darkey     | -75kg (m)   | 5e        | 1ste ronde: vtij 2de ronde: W van USA Rosette: 3-2 kwartfinale: V van URS Popenchenko: 0-5                                                       |
| Thomas Arimi   | -81kg (m)   | 9e        | 1ste ronde: vrij 2de ronde: V van RAU Mersal: 0-5                                                                                                |

### Voetbal
| Olympiër | Discipline | Resultaat | Prestatie                                                                                                 |
| --- | ---------- | --------- | --- |
| Ben Acheampong Charles Addo-Odametey Edward Acquah Edward Aggrey-Fynn Edward Dodoo-Ankrah Emmanuel Kwesi Nkansah Emmanuel Oblitey Joseph Agyemang-Gyau Kofi Osei Kofi Pare Mohammadu Salisu Sam Acquah Samuel Okai Willie Mfum | mannen     | 7e        | groep D: 1ste G van Argentinië: 1-1 W van Japan: 3-2 kwartfinale: V van Verenigde Arabische Emiraten: 1-5 |

| Groep D |            |             |             |             |             |            |            |            |        |
| #       | Land       | Wedstrijden | Wedstrijden | Wedstrijden | Wedstrijden | Doelpunten | Doelpunten | Doelpunten | Punten |
| #       | Land       | G           | W           | G           | V           | V          | T          | Saldo      | Punten |
| 1       | Ghana      | 2           | 1           | 1           | 0           | 4          | 3          | +1         | 3      |
| 2       | Japan      | 3           | 1           | 0           | 1           | 5          | 5          | 0          | 2      |
| 3       | Argentinië | 3           | 0           | 1           | 1           | 3          | 4          | −1         | 1      |
| 4       | Italië     | 0           | 0           | 0           | 0           | 0          | 0          | 0          | 0      |

| Ronde       | Datum    | Plaats                       | Land | Score | Land |
| ----------- | -------- | ---------------------------- | ---- | ----- | ---- |
| Groepsfase  |          |                              |      |       |      |
| 12 oktober  | Kanagawa | Argentinië                   | 1-1  | Ghana |      |
| 16 oktober  | Tokio    | Japan                        | 2-3  | Ghana |      |
| Kwartfinale |          |                              |      |       |      |
| 18 oktober  | Saitama  | Verenigde Arabische Emiraten | 5-1  | Ghana |      |

Afghanistan · Algerije · Argentinië · Australië · Bahama's · België · Bermuda · Birma · Bolivia · Brazilië · Brits-Guiana · Bulgarije · Cambodja · Canada · Ceylon · Chili · Colombia · Congo-Brazzaville · Costa Rica · Cuba · Denemarken · Dominicaanse Republiek · Duits eenheidsteam · Ethiopië · Filipijnen · Finland · Frankrijk · Ghana · Griekenland · Groot-Brittannië · Hongarije · Hongkong · Ierland · IJsland · India · Irak · Iran · Israël · Italië · Ivoorkust · Jamaica · Japan · Joegoslavië · Kameroen · Kenia · Libanon · Liberia · Libië · Liechtenstein · Luxemburg · Madagaskar · Maleisië · Mali · Marokko · Mexico · Monaco · Mongolië · Nederland · Nederlandse Antillen · Nepal · Nieuw-Zeeland · Niger · Nigeria · Noord-Rhodesië · Noorwegen · Oeganda · Oostenrijk · Pakistan · Panama · Peru · Polen · Portugal · Puerto Rico · Roemenië · Senegal · Sovjet-Unie · Spanje · Taiwan · Tanganyika · Thailand · Trinidad en Tobago · Tsjaad · Tsjecho-Slowakije · Tunesië · Turkije · Uruguay · Venezuela · Verenigde Arabische Republiek · Verenigde Staten · Vietnam · Zuid-Korea · Zuid-Rhodesië · Zweden · Zwitserland